# 都柏林 (阿拉巴馬州)
都柏林（英語：Dublin）是一個位於美國阿拉巴馬州蒙哥馬利縣的非建制地區。該地的面積和人口皆未知。

## 地理
都柏林的座標為32°01′56″N 86°09′33″W / 32.03222°N 86.15917°W，而該地的平均海拔高度為167米（即547英尺）。